# Чокенешть (Олт)
Чокенешть, Чокенешті (рум. Ciocănești) — село у повіті Олт в Румунії. Входить до складу комуни Берешть.
Село розташоване на відстані 117 км на захід від Бухареста, 36 км на північний схід від Слатіни, 77 км на північний схід від Крайови, 131 км на південний захід від Брашова.

## Населення
За даними перепису населення 2002 року у селі проживали 295 осіб, усі — румуни. Усі жителі села рідною мовою назвали румунську.